# Mariahilfer Kirche

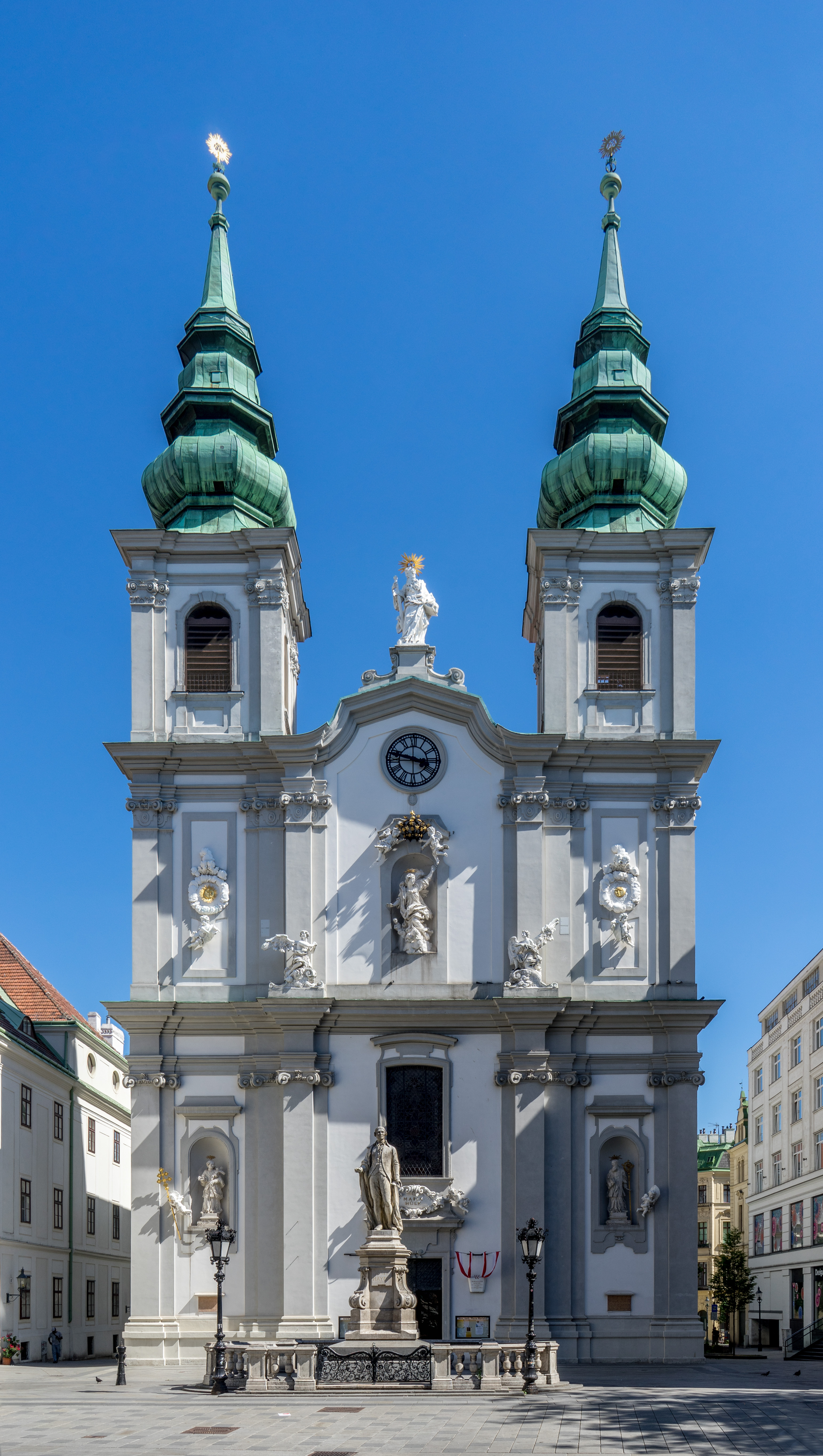
Die Mariahilfer Kirche

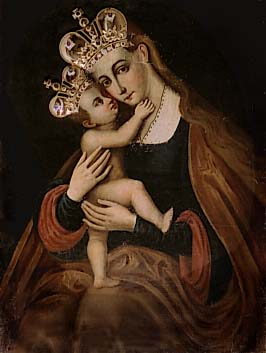
Gnadenbild "Mariahülf"

Altar

Die Mariahilfer Kirche, auch als Barnabitenkirche und Haydn-Kirche bezeichnet, ist eine römisch-katholische Pfarrkirche im 6. Wiener Gemeindebezirk Mariahilf an der Mariahilfer Straße, Ecke Barnabitengasse.

## Geschichte
Die Wallfahrtskirche „Mariä Himmelfahrt“ entstand 1656 zunächst als Friedhofskirche für den Friedhof der Michaelerkirche. 1660 stiftete der Barnabit Don Cölestin Joanelli das bekannte Gnadenbild Mariahilf. Am 19. April 1660 wurde von Fürstbischof Graf Philipp Friedrich von Breuner die hölzerne Friedhofskapelle mit dem Gnadenbild, einer Kopie des Lukas Cranach Originals (im Innsbrucker Dom) geweiht. Da das Gnadenbild viele Wallfahrer anzog, errichteten die Barnabiten in den Jahren 1668/1669 stattdessen eine steinerne Kapelle und ein Wohngebäude für Ordenspriester. Beide Gebäude wurden bei der zweiten Wiener Türkenbelagerung 1683 zerstört. Das Gnadenbild konnte jedoch rechtzeitig vom Mesner innerhalb der Wiener Stadtmauer nach St. Michael in Sicherheit gebracht werden.
Die Kirche wurde von 1686 bis 1689 von Sebastian Carlone dem Jüngeren und dem Steinmetz Ambrosius Ferrethi neu errichtet und am 14. August 1689 unter Bischof Leopold Karl von Kollonitsch mit dem zurückgebrachten Gnadenbild geweiht. Ab 1711 erfolgte der Umbau der Kirche in ihre heutige Gestalt durch Baumeister Franziskus Jänckl: 1714 wurden die Chorpartien umgebaut und das Langhaus errichtet, 1715 waren die Türme der Westfassade – zur heutigen Mariahilfer Straße gerichtet – im Rohbau fertig, zwischen 1721 und 1726 wurden die Türme mit Kupfer gedeckt und die Westfassade mit Statuen und Reliefs geschmückt. Ein neuer Hochaltar wurde von Sebastian Haupt entworfen, von dem Salzburger Steinmetz Jakob Mösel erbaut und 1758 geweiht. In den Jahren 1890–1893 wurde die Kirche restauriert.
Auf dem Kirchenplatz steht ein vom Bildhauer Heinrich Natter geschaffenes Denkmal für Joseph Haydn (1732–1809).
In der Krypta der Kirche befindet sich seit dem Winter 1986/87 Die Gruft – ein seit 1996 von der Caritas betreutes Tageszentrum für Obdachlose.

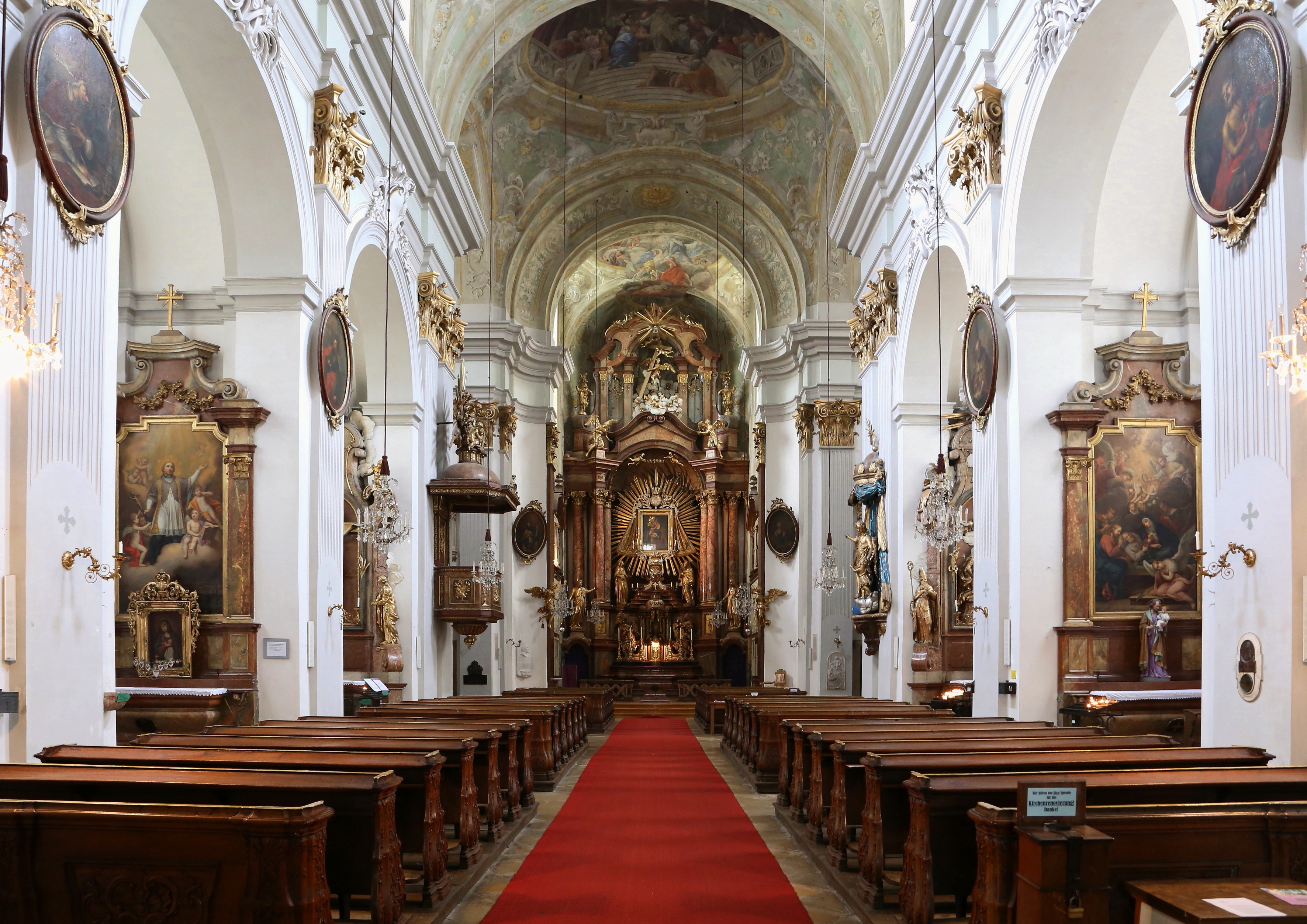
Innenansicht auf Altar
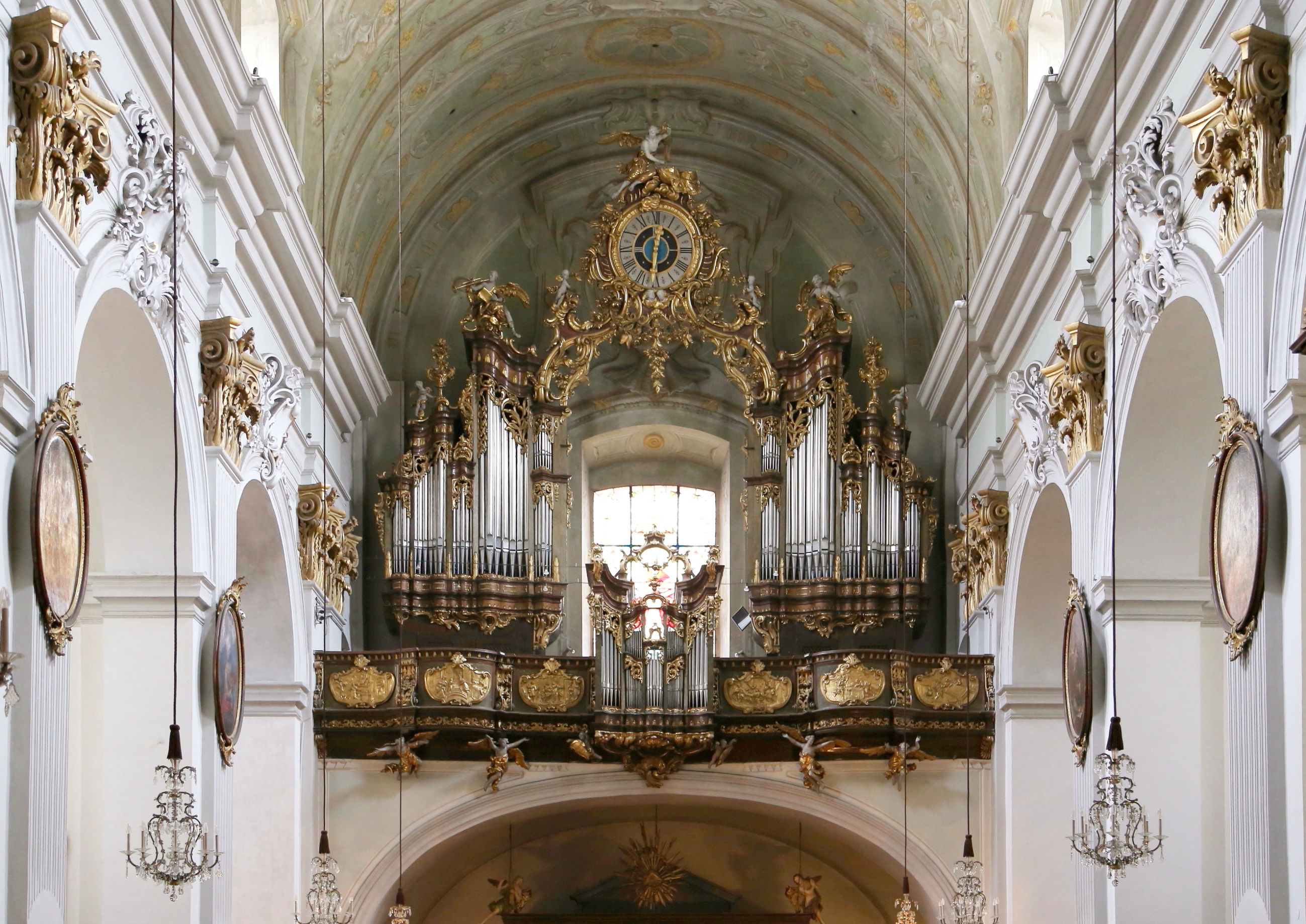
Blick auf die Orgel
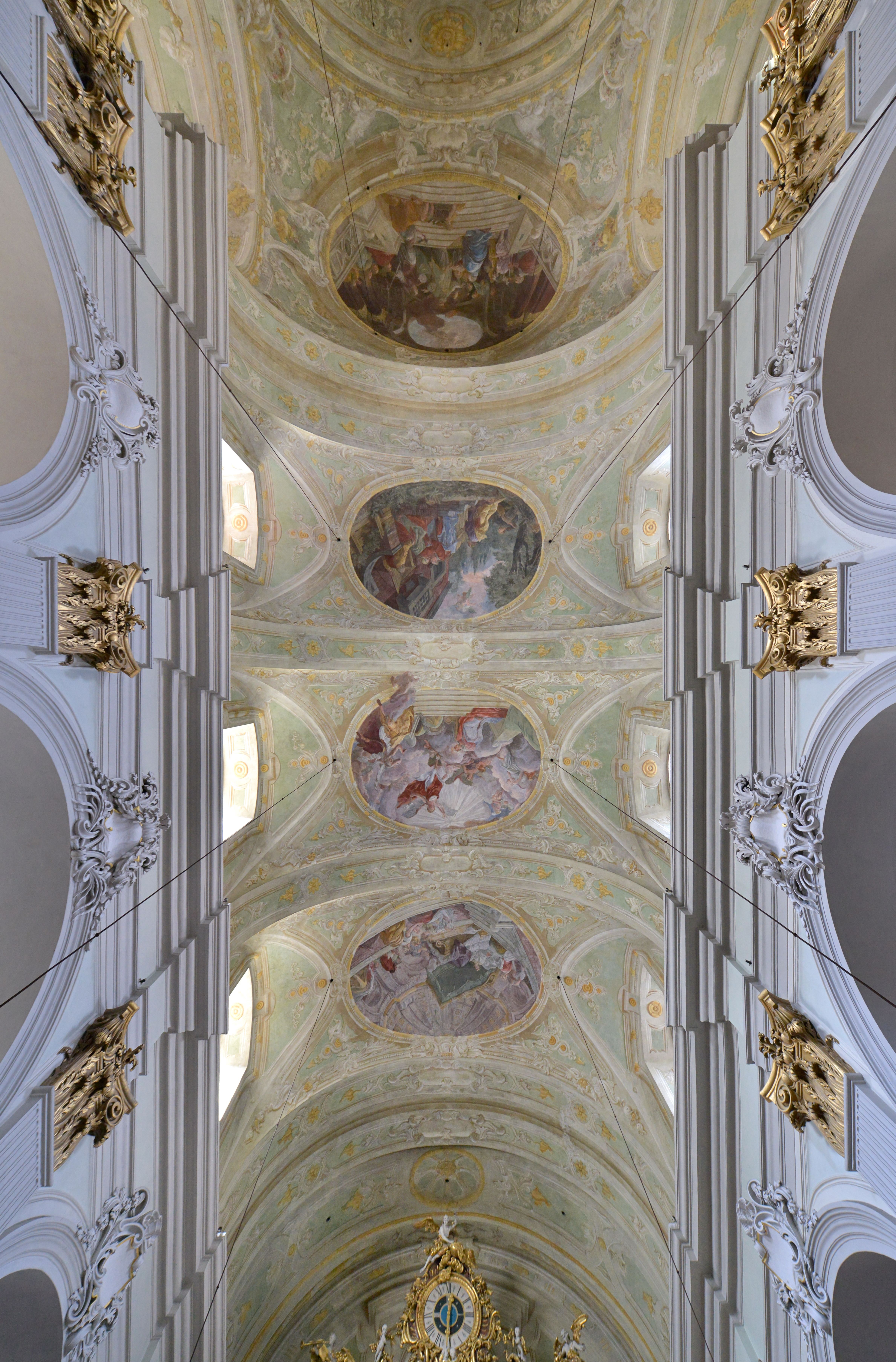
Decke
Grundrissplan mit Bildbeschreibung

## Glasfenster
Am Ende dieser Restaurierungsmaßnahmen wurden elf große Fenster mit Glasmalereien im neubarocken Stil eingebaut. Die Glasmalereien im Langhaus zeigen auf der linken Seite die Geburt Christi (um 1897), Christus als Salvator Mundi und den heiligen Carl Borromäus (1893); auf der rechten Seite die Flucht nach Ägypten (1898), den heiligen Joseph mit Kind (1894), Anna mit Maria, die heilige Theresa und den heiligen Ignatius (1893); in den Seitenschiffen den heiligen Ludwig und die heilige Barbara (um 1894); im Chor den heiligen Augustinus (um 1894) und den heiligen Leopold (1956); auf der Empore den Gnadenstuhl beziehungsweise die Dreifaltigkeit (um 1899).
Die Glasmalereien wurden zwischen 1893 und 1898 von der Glasmalerei Carl Geyling’s Erben ausgeführt. Im Archiv Geyling finden sich im Register Notizen, dass die Architekturen 1894 angefertigt wurden. Laut der erhaltenen Notizen lieferte der artistische Leiter, Professor Rudolf Geyling, den Großteil der Entwürfe, nämlich für die Heiligen Augustinus, Barbara und Engel, Josef mit Kind, Geburt Christi und die Dreifaltigkeit. Bei den übrigen Darstellungen handelte es sich zum Teil um Neukompositionen, wie es der Vergleich der Entwürfe des heiligen Carolus in Mariahilf und Güns zeigt. Nach dem Zweiten Weltkrieg wurden die Fenster 1956 restauriert und der heilige Leopold neu ausgeführt.

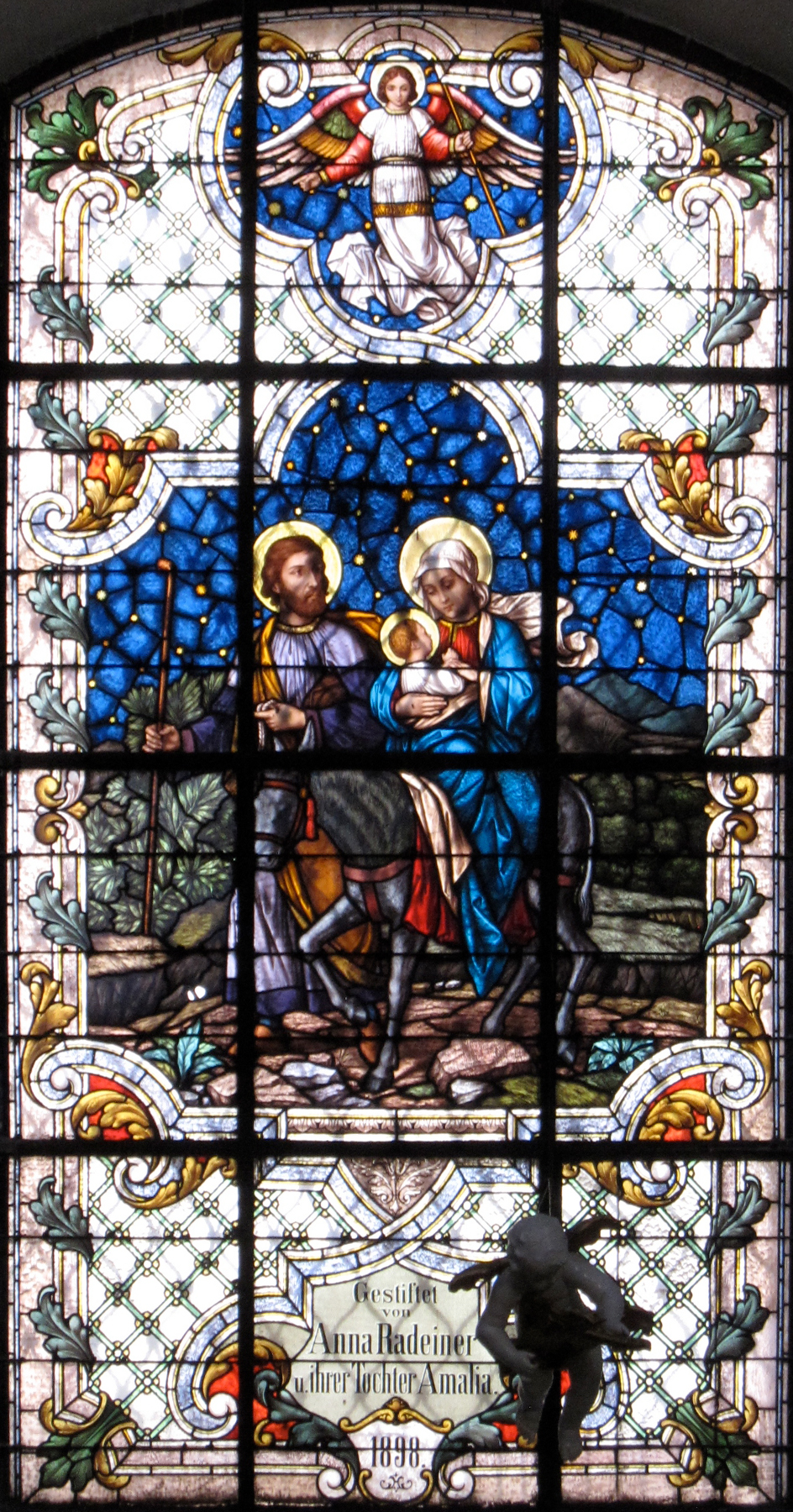
„Flucht nach Ägypten“, gestiftet von Anna Radeiner und ihrer Tochter Amalia (1898)
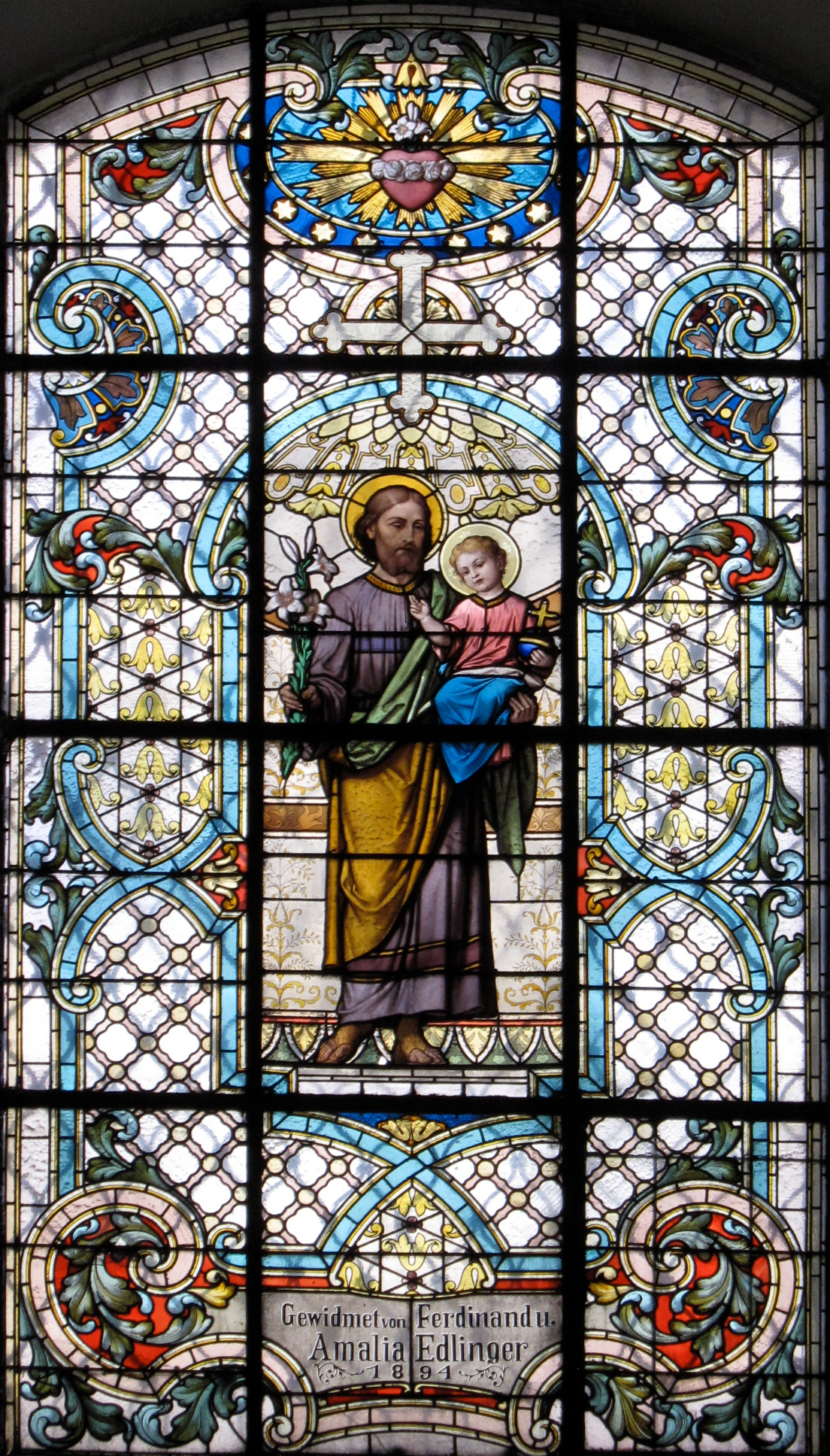
„Heiliger Joseph mit Kind“, gewidmet von Ferdinand und Amalia Edlinger (1894)
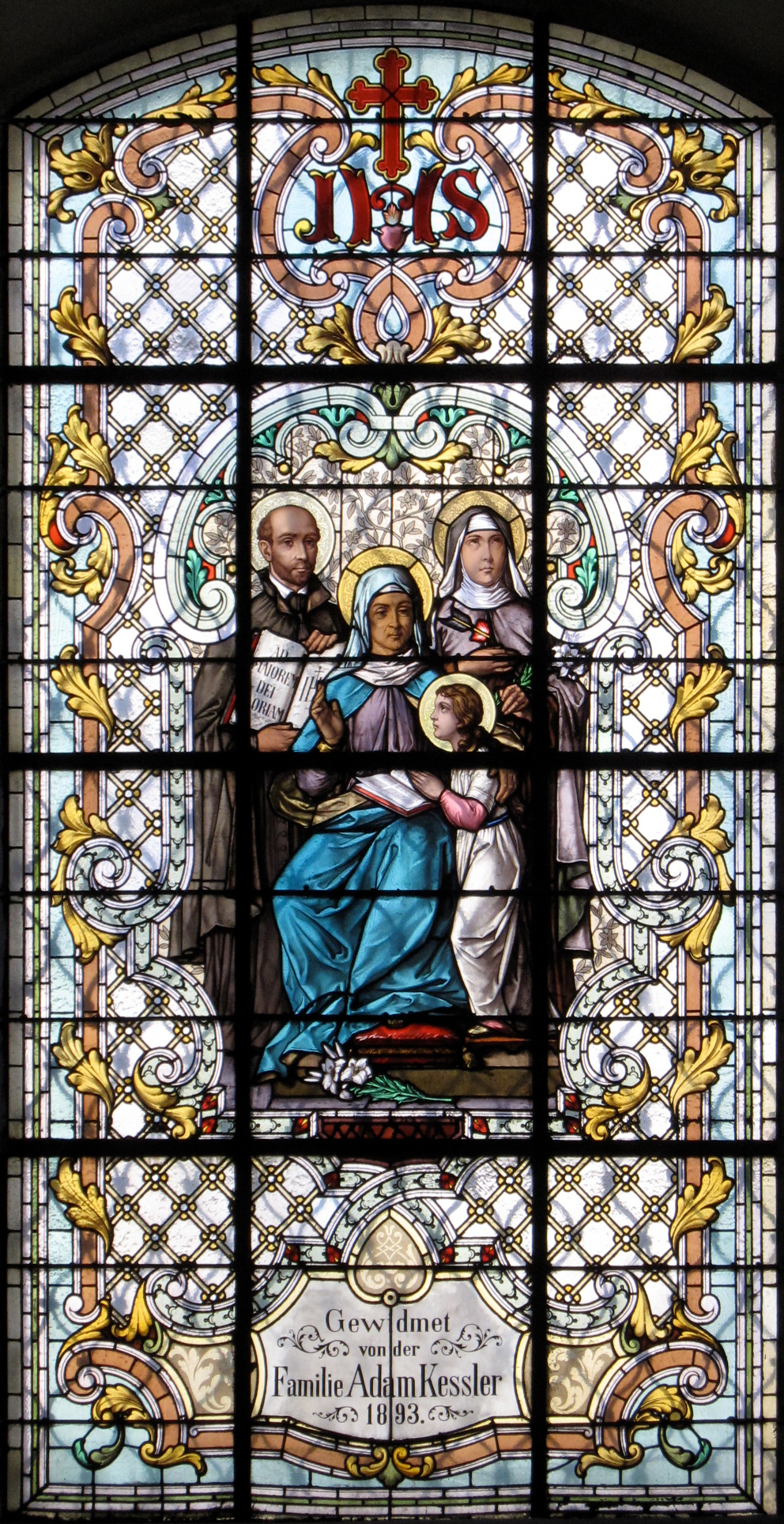
„Anna mit Maria, heilige Theresa und heiliger Ignatius“, gewidmet von der Familie Adam Kessler (1893)

## Orgel
Gottfried Sonnholz errichtete 1729 die erste Orgel auf der Empore, von der sich wahrscheinlich aber nichts erhalten hat. 1763 kam es zu einem völligen Neubau durch Orgelbauer Johann Hencke. Das vermutlich vom Bildhauer Johann Leitner errichtete Gehäuse ist noch heute zu bestaunen. Das Innere des heutigen Instrumentes stammt teilweise von Carl Hesse aus dem Jahr 1851, zum Großteil aber von Johann M. Kauffmann, der 1894 ein großes Werk im Sinne der späten Romantik mit insgesamt 24 Registern schuf. Das Prospekt zeigt 97 klingende und 48 blinden Pfeifen. Windladen, Windwerk, Spieltisch, Pfeifen und Mechanik stammen überwiegend von Kauffmann. 1985 wurde die Orgel überholt und 1996 von der Firma Walcker-Mayer um ATS 1,3 Millionen generalsaniert.

## Glocken
Im Südturm der Kirche hängt die in Wien sehr populäre Schustermichl-Glocke, die 1720 gegossen wurde und welche, laut einem im Jahr 1932 erschienenen Artikel in der Tageszeitung Neues Wiener Journal, 3965 kg wiegt.

## Sonstiges
Im Jahr 1862 wurde in Wien-Neubau (7. Bezirk) die Kirchengasse nach der Mariahilfer Kirche benannt.